# 圣母领报堂 (拿撒勒)
圣母领报圣殿（希伯來語：‎，阿拉伯语：‎，羅馬化：Ekklisía tou Evangelismoú tis Theotókou）是一座天主教會宗座圣殿，位于以色列北部拿撒勒。

## 历史
根据天主教會传统，这里是圣母领报发生的地点。希腊正教会传统认为这一事件发生时，玛利亚正在打泉水，希腊正教会圣母领报堂就建在那个地点。
目前的教堂是两层建筑，建于1969年，在早期的拜占庭教堂和十字军时期教堂遗址的上面。许多基督徒相信堂内下层就是圣家的原址。该堂在天主教内享有宗座圣殿的地位。该堂每年吸引许多天主教、圣公会和东正教访客。 
第一座教堂可能建于4世纪中叶，祭坛就建在玛利亚居住的地点。君士坦丁大帝委托他的母亲圣海伦纳在与耶稣生平重要事件有关的地点建造大教堂。圣母领报堂与圣诞教堂和圣墓教堂大约同时建成。7世纪穆斯林征服巴勒斯坦时被摧毁。
第二座教堂建于十字军时期，在拜占庭时期教堂的废墟上，在1102年坦克雷德征服拿撒勒之后。十字军时期教堂始终未能完全建成。五个罗曼式柱子由法国北部艺术家雕刻，直到1187年萨拉丁在哈丁战役获胜时尚未安装。萨拉丁允许方济各会神父留在拿撒勒负责该堂。1260年，拜巴尔一世和他的马木留克军队在攻打拿撒勒期间，摧毁了这座教堂。 一小批方济各会修士设法留在拿撒勒，直到1291年阿卡陷落。此后三个世纪，方济各会因当地政治局势，被迫退出拿撒勒。

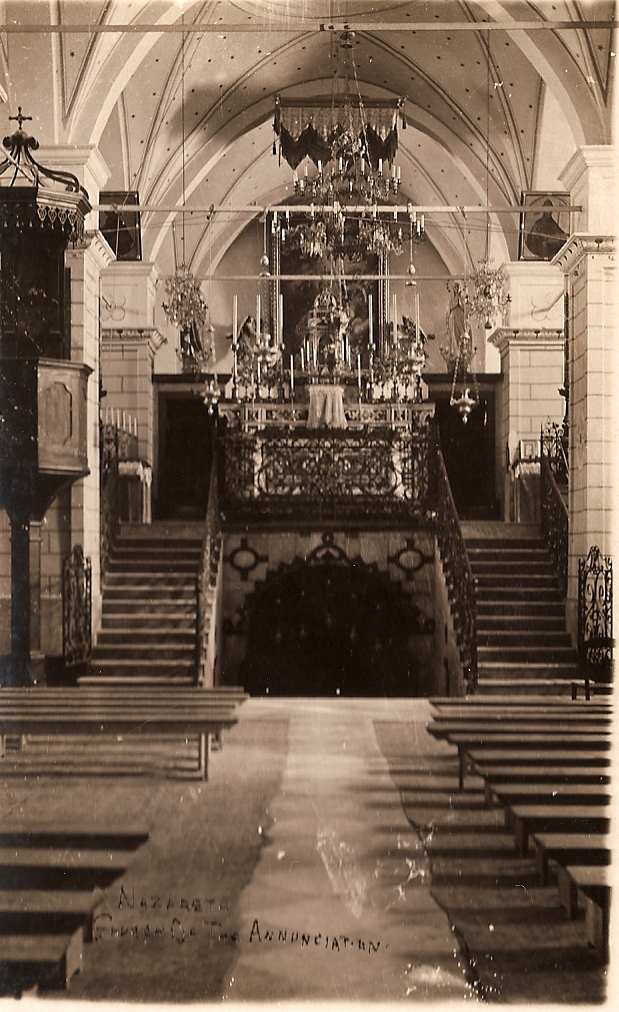
内部

1620年，方济各会获准返回，兴建了一个小型建筑。1730年，他们获准新建教堂。1954年，拆除旧堂，兴建新堂，1969年建成。新堂由意大利建筑师Giovanni Muzio设计，以色列建筑公司承建。它是中东最大的基督教堂。
堂内有马赛克画廊，描绘全世界不同国家的圣母像。其中西班牙的包括：加那利群岛的主保 Candelaria圣母；加泰罗尼亚的主保Montserrat圣母；巴伦西亚的主保 Forsaken圣母；和埃斯特雷马杜拉的主保瓜达卢佩圣母.

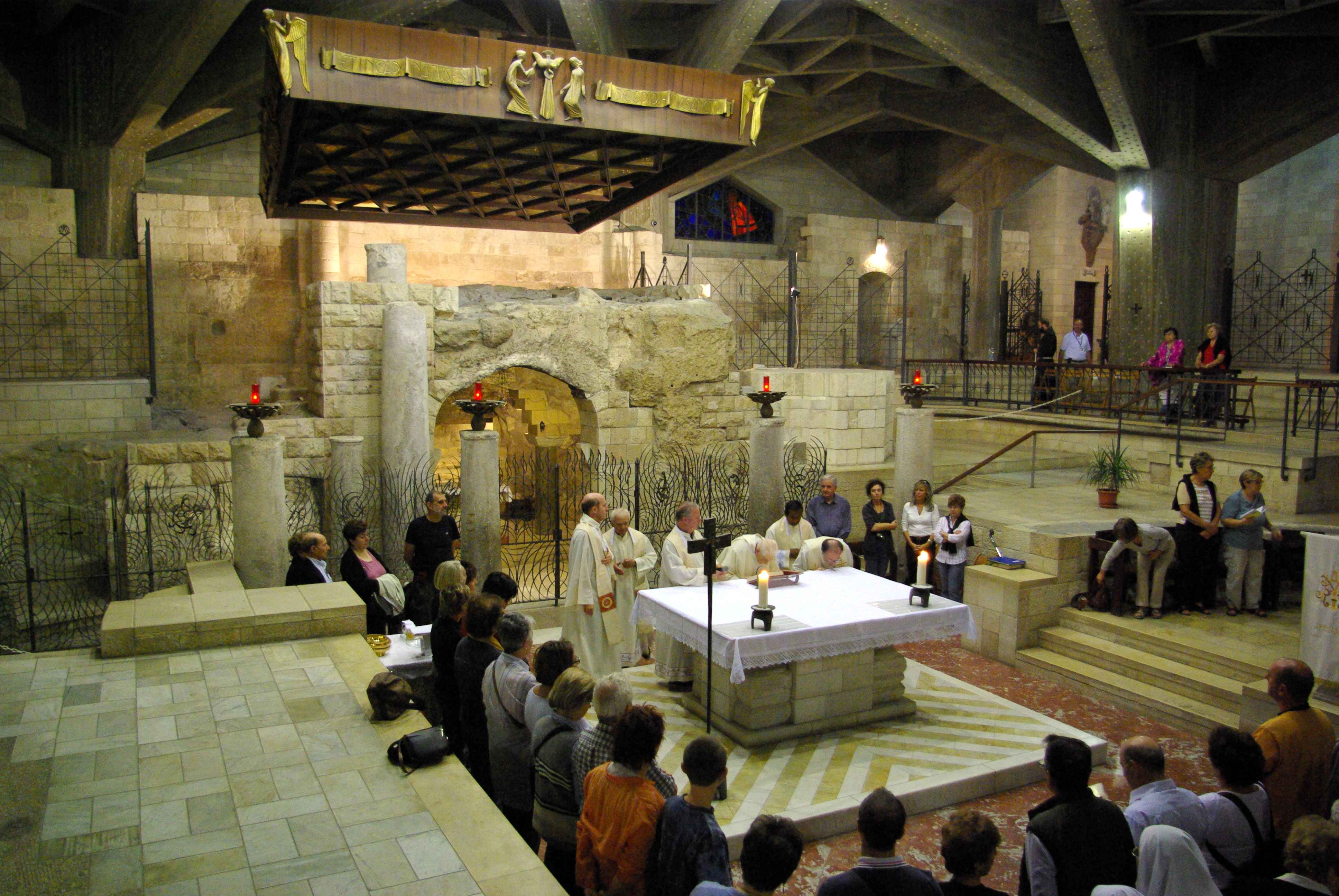
弥撒
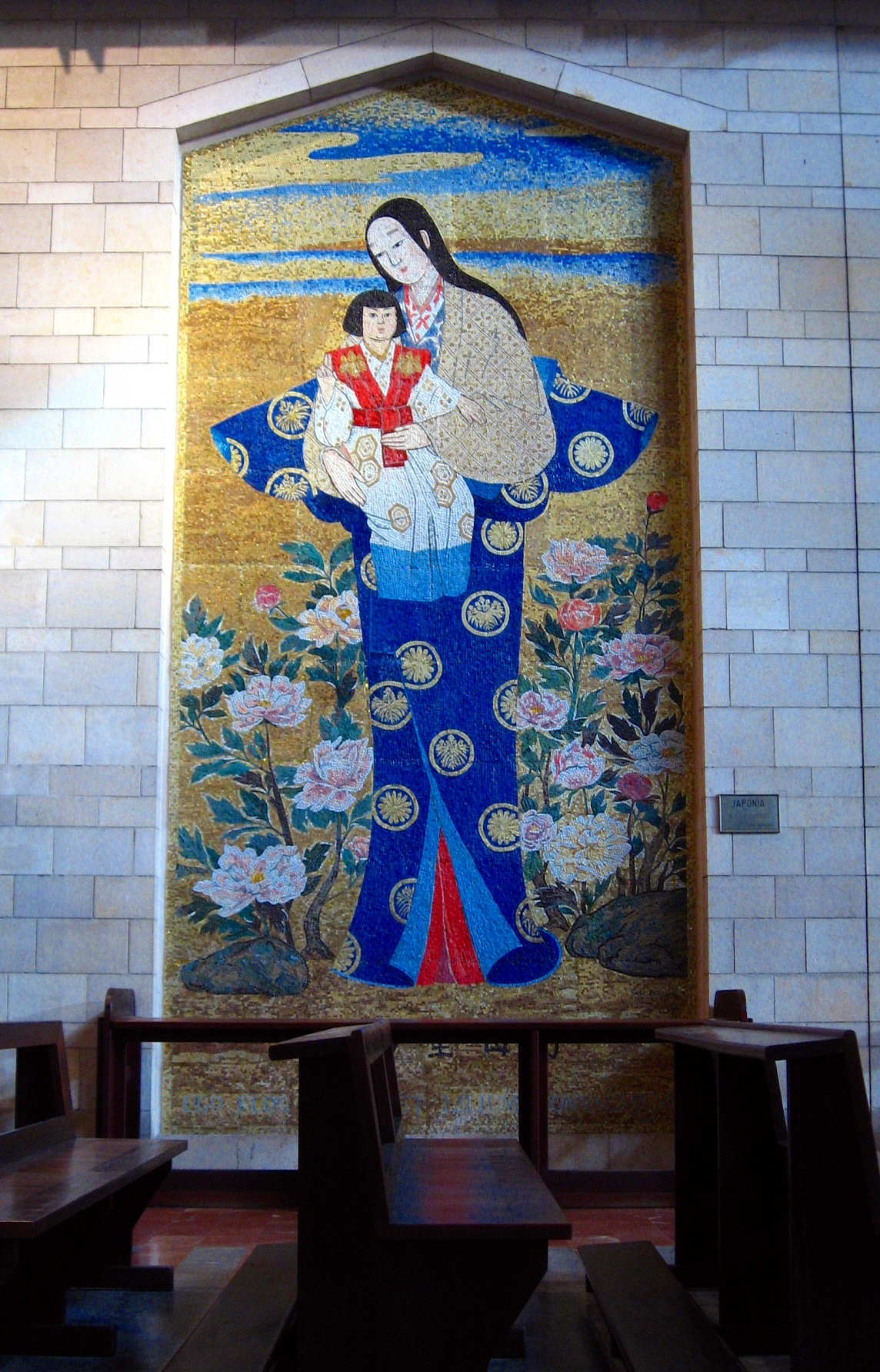
日本圣母
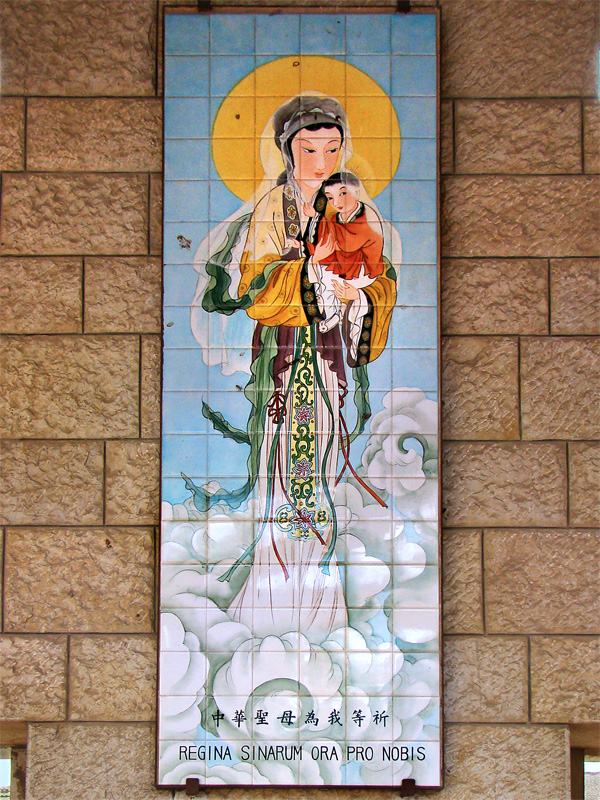
中式圣母像，下方文字为“中华圣母为我等祈”
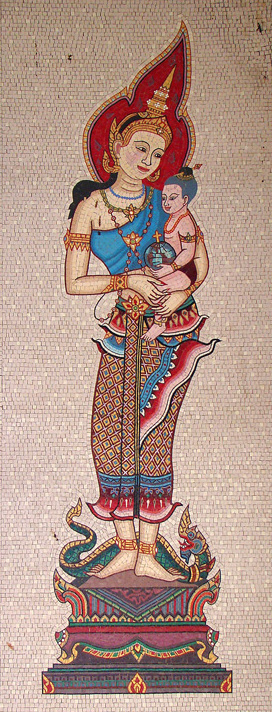
泰式圣母像
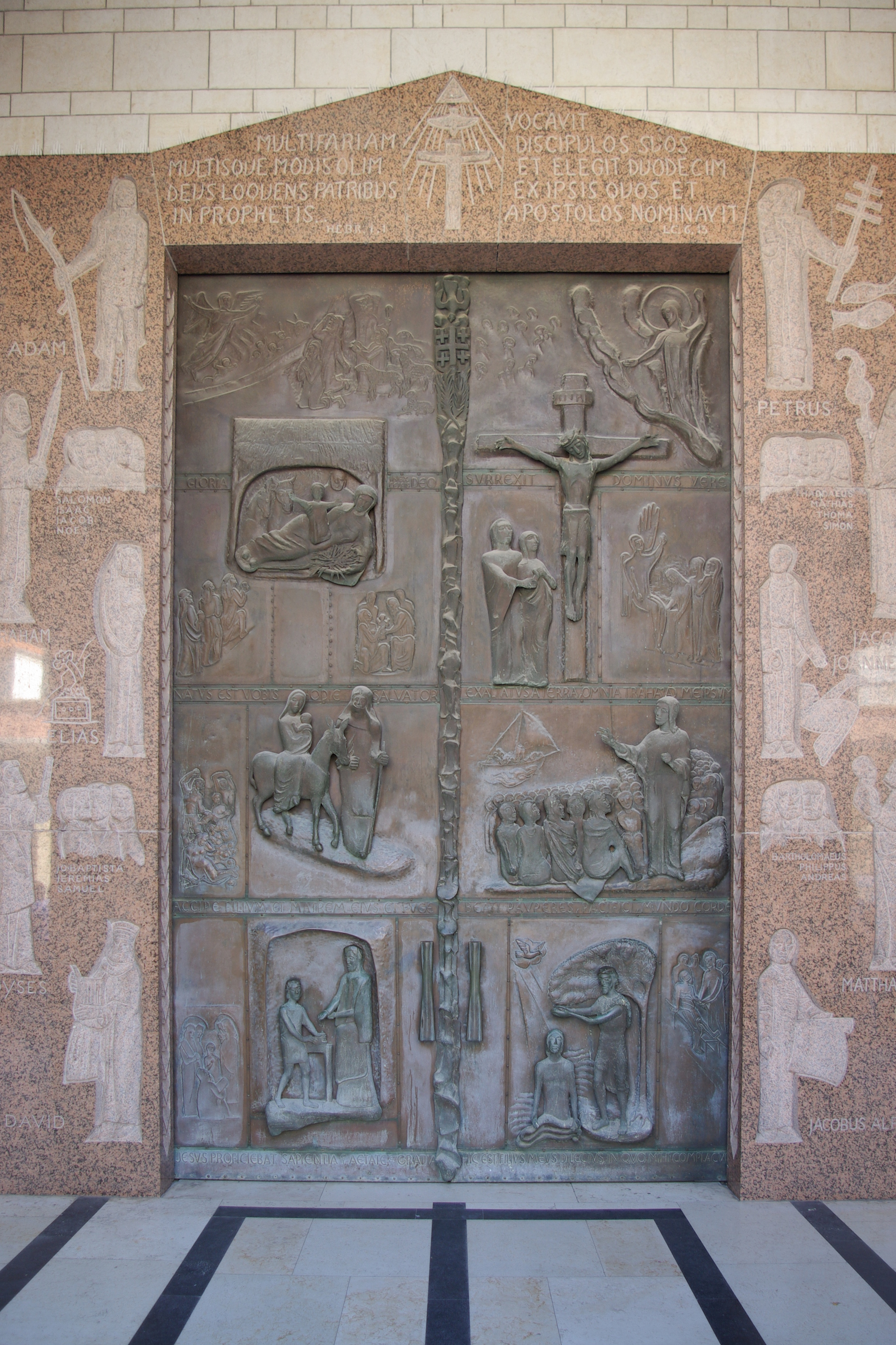
前门
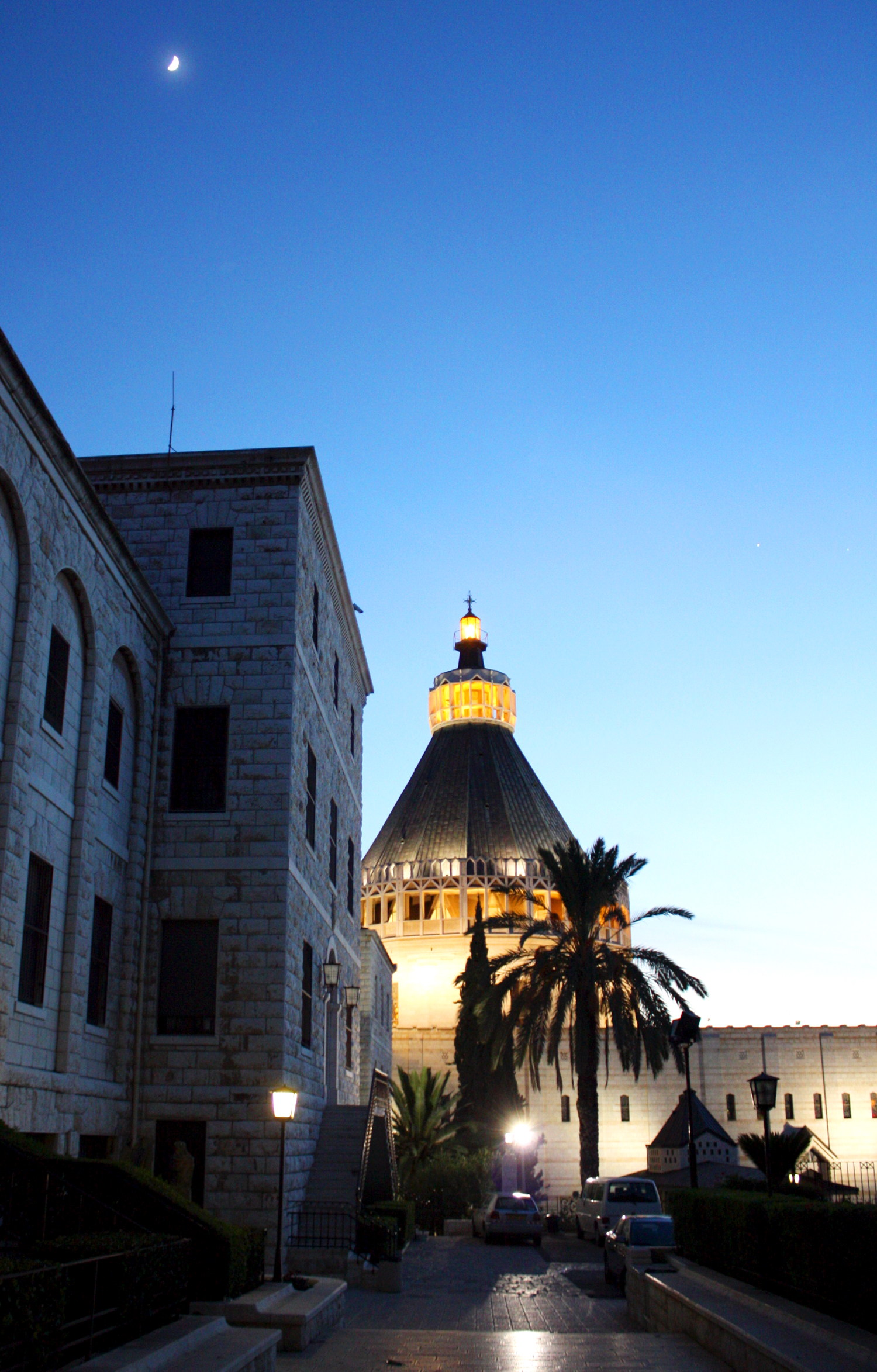
夜景
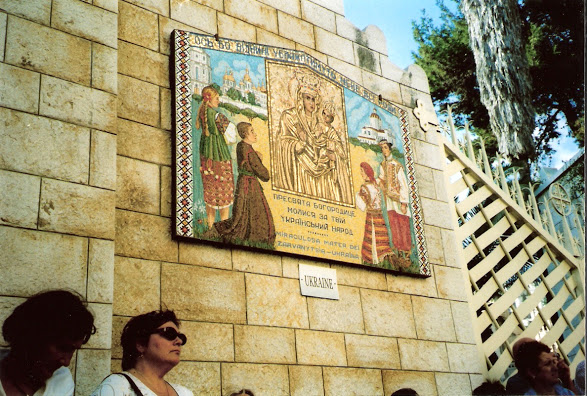